# Pleopeltis thyssanolepis
Pleopeltis thyssanolepis là một loài thực vật có mạch trong họ Polypodiaceae. Loài này được (A. Braun ex Klotzsch) E.G. Andrews & Windham miêu tả khoa học đầu tiên năm 1993.

## Hình ảnh

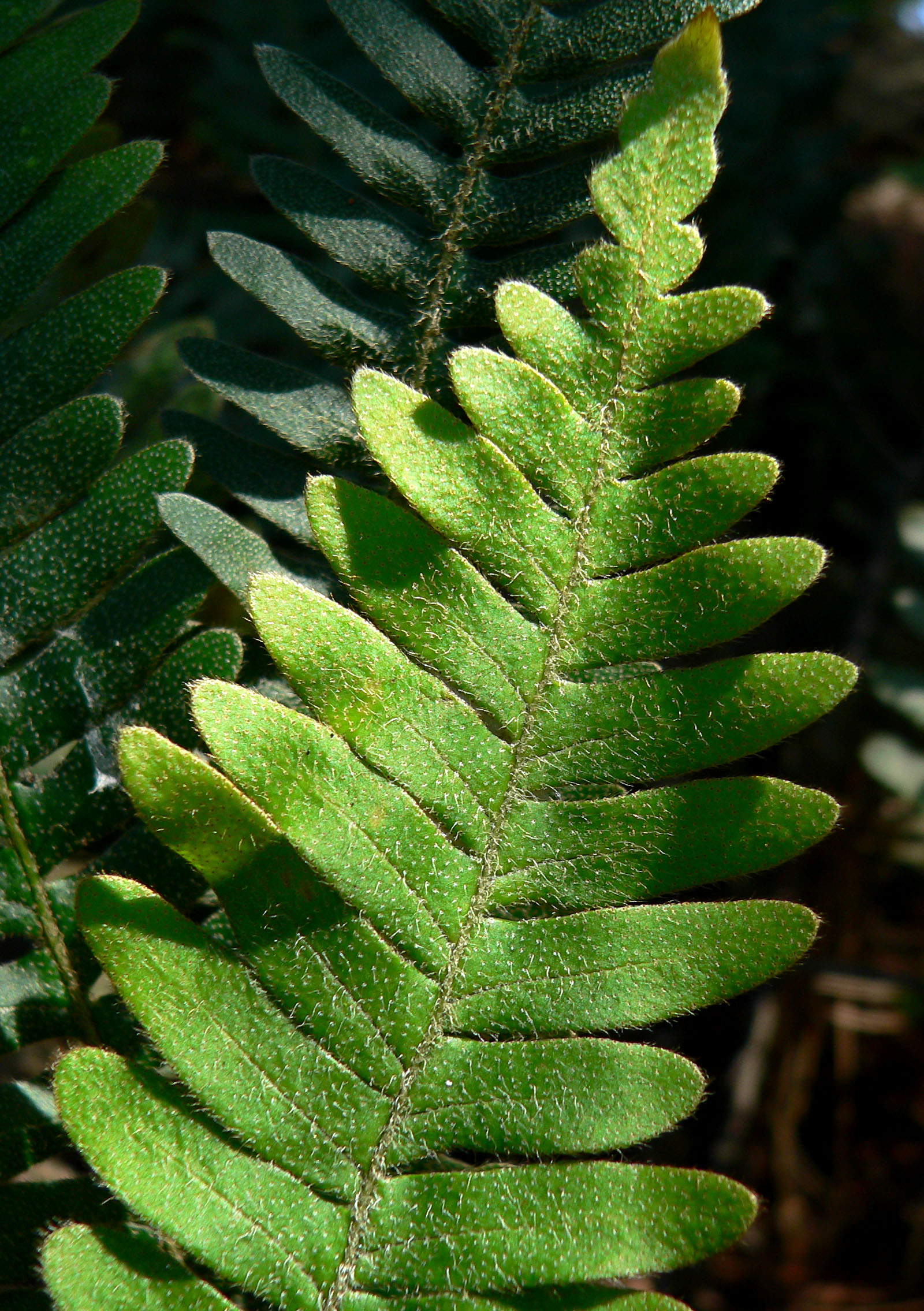
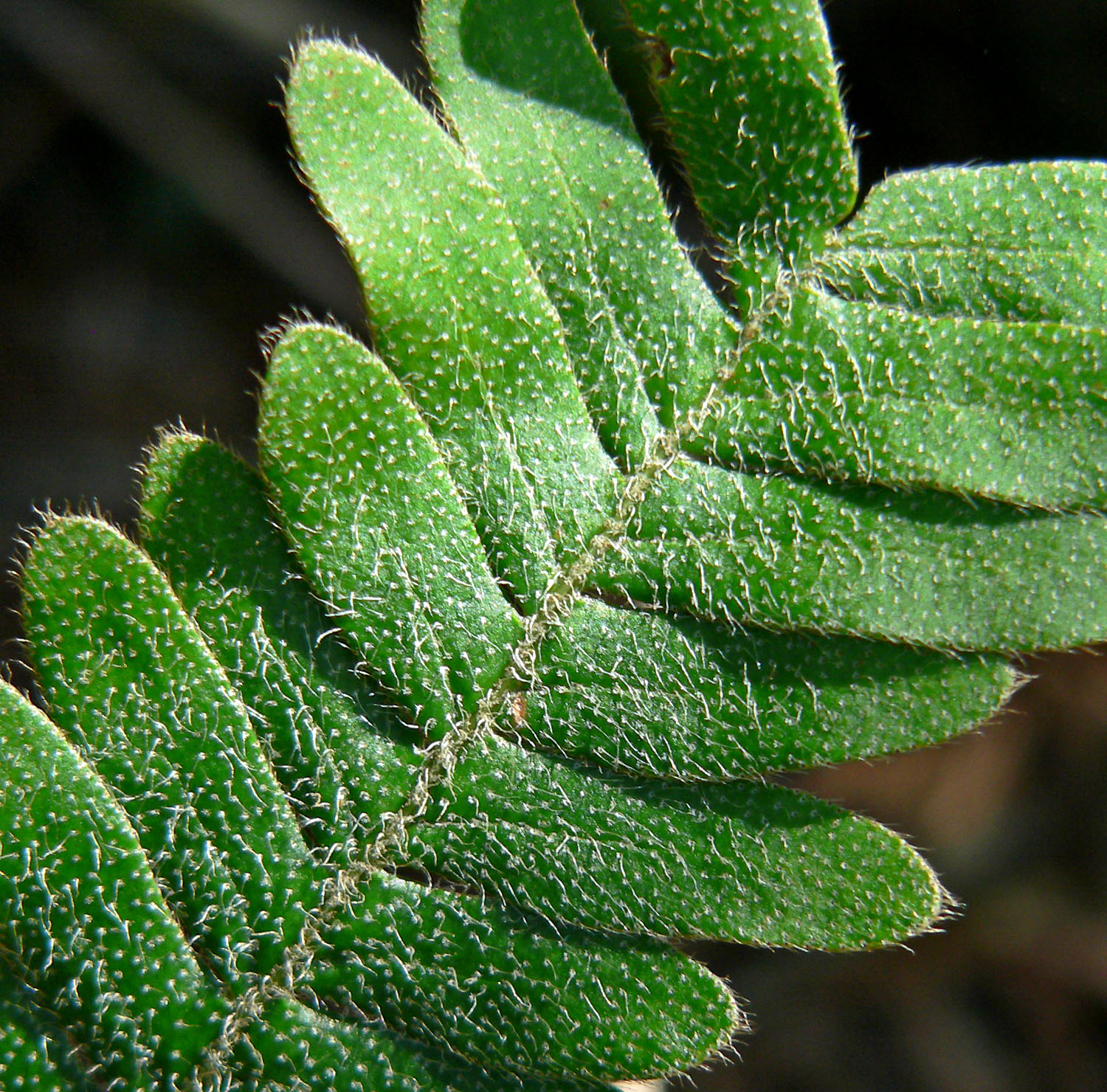
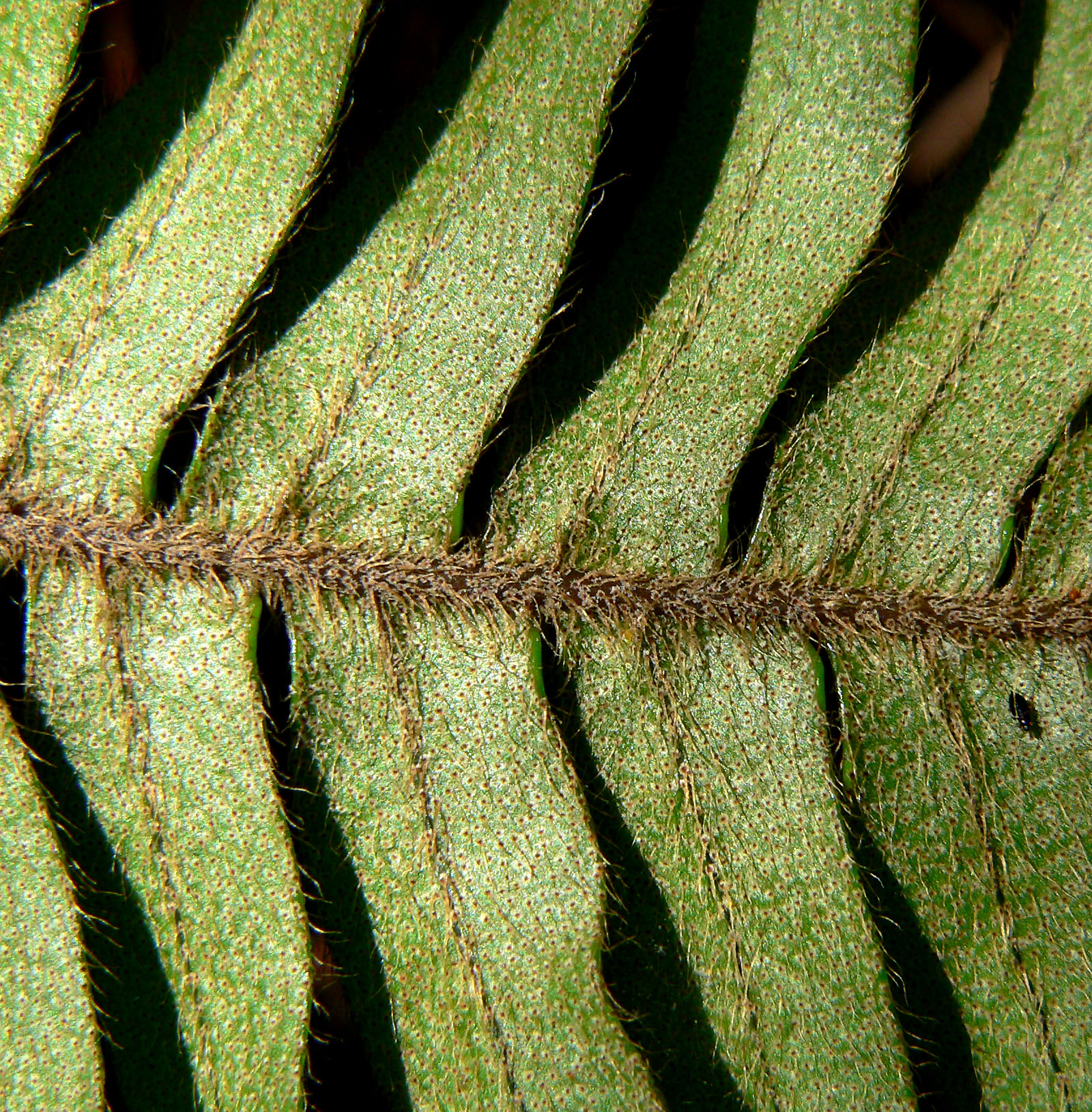